# Ibrahim Abdelhamid
Ibrahim Abdelhamid Ibrahim Aly – (21 de marzo de 1995) es un deportista egipcio que compite en lucha libre. Ganó una medalla de plata en el Campeonato Africano de Lucha de 2016, en la categoría de 65 kg.

## Palmarés internacional
| Campeonato Africano | Campeonato Africano | Campeonato Africano | Campeonato Africano |
| Año                 | Lugar               | Medalla             | Categoría           |
| ------------------- | ------------------- | ------------------- | ------------------- |
| 2016                | Alejandría (Egipto) | Medalla de plata    | 65 kg               |